# Liste der Biografien/Kruk
Liste der Biografien |
Portal Biografien |
Personensuche
# |
A |
B |
C |
D |
E |
F |
G |
H |
I |
J |
K |
L |
M |
N |
O |
P |
Q |
R |
S |
T |
U |
V |
W |
X |
Y |
Z |
?
 
Ka |
Kb |
Kc |
Kd |
Ke |
Kf |
Kg |
Kh |
Ki |
Kj |
Kl |
Km |
Kn |
Ko |
Kp |
Kr |
Ks |
Kt |
Ku |
Kv |
Kw |
Ky |
Kx |
Kz
 
Kra |
Krb |
Krc |
Kre |
Krg |
Krh |
Kri |
Krj |
Krk |
Krl |
Krm |
Krn |
Kro |
Krp |
Krs |
Krt |
Kru |
Kry |
Krz
 
Krua |
Krub |
Kruc |
Krud |
Krue |
Kruf |
Krug |
Kruh |
Krui |
Kruj |
Kruk |
Krul |
Krum |
Krun |
Kruo |
Krup |
Krus |
Krut |
Kruu |
Kruy |
Kruz
Die Liste der Biografien führt alle Personen auf, die in der deutschsprachigen Wikipedia einen Artikel haben. Dieses ist eine Teilliste mit 25 Einträgen von Personen, deren Namen mit den Buchstaben „Kruk“ beginnt.

## Kruk
- Kruk, Elżbieta (* 1959), polnische Politikerin, Mitglied des Sejm
- Kruk, Erwin (1941–2017), deutsch-polnischer Schriftsteller, masurischer Dichter und Literaturkritiker polnischer Sprache
- Kruk, Gregor (1911–1988), ukrainischer Bildhauer
- Kruk, Halyna (* 1974), ukrainische Schriftstellerin, Übersetzerin und Hochschullehrerin
- Kruk, Herman (1897–1944), polnischer Bibliothekar, Sekretär der Warschauer „Kultur-Liga“, Chronist und Bibliothekar im Ghetto Wilna
- Kruk, Mariusz (* 1952), polnischer Maler und Installationskünstler
- Kruk, Remke (* 1942), niederländische Arabistin

### Kruka
- Krukauskas, Romualdas, litauischer Politiker, Vizeminister

### Kruke
- Krukemeyer, Hartmut (1925–1994), deutscher Mediziner und Unternehmer
- Krukenberg, Carl Friedrich Wilhelm (1852–1889), deutscher Physiologe
- Krukenberg, Friedrich Ernst (1871–1946), deutscher Augenarzt
- Krukenberg, Georg (1856–1899), deutscher Gynäkologe
- Krukenberg, Gustav (1888–1980), deutscher Beamter und General der Waffen-SS
- Krukenberg, Hermann (1863–1935), deutscher Arzt und Orthopäde
- Krukenberg, Peter (1787–1865), deutscher Pathologe
- Krukenberg-Conze, Elsbeth (1867–1954), deutsche Schriftstellerin und Frauenrechtlerin
- Krukenmeyer, Hans (* 1903), deutscher Politiker (CDU)
- Kruker, Robert (* 1946), Schweizer Ethnograf und Publizist

### Kruko
- Krukov, Andrey (* 1971), kasachischer und aserbaidschanischer Eiskunstläufer
- Krukower, Daniela (* 1975), argentinische Judoka
- Krukowicz-Przedrzymirski, Emil (1886–1957), polnischer General
- Krukowiecki, Jan (1772–1850), polnischer General, Regierungschef während des Novemberaufstandes
- Krukówna, Agnieszka (* 1971), polnische SchauspielerinAgnieszka Krukówna (* 1971)

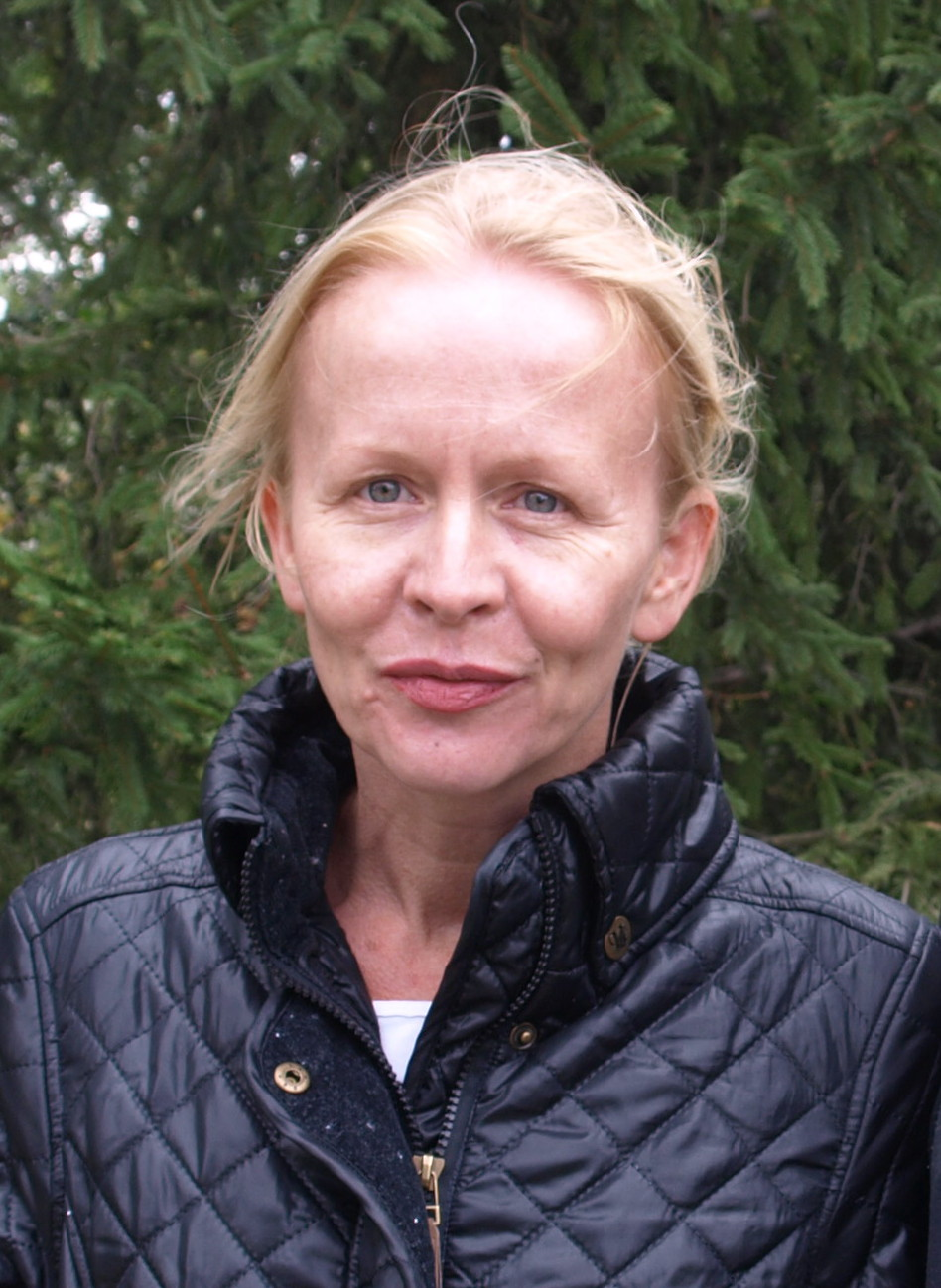
Agnieszka Krukówna (* 1971)

- Krukowski, Ernst (1918–1982), deutscher Opernsänger (Bariton)
- Krukowski, Marcin (* 1992), polnischer Leichtathlet